# Géologie de la région de Zion et de Kolob

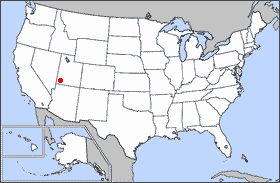
Le parc national de Zion sur une carte des États-Unis.

La géologie de la région des canyons de Zion et de Kolob est composée de neuf formations géologiques superposées. Elles sont visibles dans le parc national de Zion, au sud-ouest de l'Utah, aux États-Unis. Cet empilement de roches représente 150 millions d'années de sédimentation datant en grande partie du Mésozoïque. 
Cette superposition de couches géologiques fait partie de l'un des plus grands empilements, le Grand Staircase, dont les couches les plus anciennes sont visibles dans le Grand Canyon ; les couches intermédiaires dans le parc national de Zion et les plus récentes dans le parc de Bryce Canyon.
Les dépôts de sédiments, qui sont à la base des roches sédimentaires dans la région de Zion, se sont formés dans des mers chaudes pour celles de Kaibab et de Moenkopi, dans des lacs et des rivières pour celles de Chinle, Moenave, et Kayenta, dans des déserts pour celles de Navajo et de Temple Cap et dans un environnement côtier pour celles de Carmel.
Cet empilement de sédiments, qui s'est formé au cours de millions d'années, s'est soulevé lentement par la suite lors de l'orogenèse du plateau du Colorado, causée par le mouvement des plaques tectoniques. L'érosion due aux cours d'eau a ensuite creusé des canyons dans ces roches, mettant au jour ces strates successives. Le canyon de Zion a été creusé par le bras nord de la rivière Virgin. Des coulées de laves et cônes volcaniques se sont également ajoutés à l'ensemble. Dans le parc de Zion, les roches les plus récentes sont visibles dans les canyons de Kolob tandis que les plus anciennes se trouvent dans le canyon de Zion. Le plateau est délimité à l'est par la faille de Sévier et à l'ouest par la faille Hurricane.

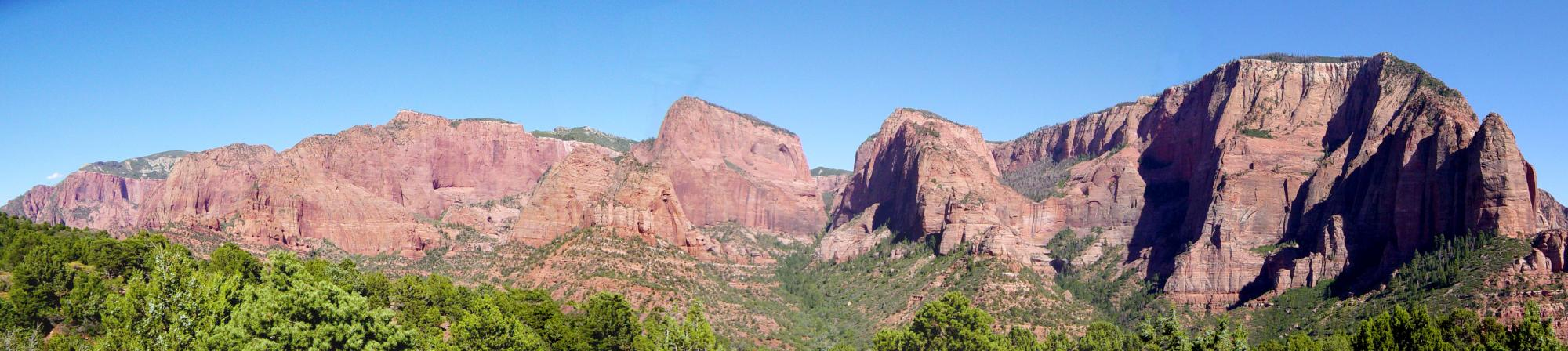
Canyons de Kolob. L'érosion a permis de mettre au jour les roches rouges et orange des formations géologiques.

## Grand Staircase

Coupe stratigraphique de la région du parc.

On pourrait comparer le Grand Staircase (Grand Escalier) à un gigantesque livre dont chacune des pages serait une formation géologique différente. Les premières pages de ce livre seraient les plus anciennes et les dernières les plus récentes. En étudiant ces formations, les géologues peuvent retracer l'histoire géologique de la région. Les premières pages sont lisibles au niveau du Grand Canyon et les dernières à Bryce Canyon. 
Les couches géologiques les plus récentes visibles dans le Grand Canyon sont les plus anciennes visibles dans le canyon de Zion. La plus ancienne à Zion, avec ses 240 millions d'années, est la formation de Kaibab. La plus jeune à Zion, avec environ 60 millions d'années, se retrouve au bas des couches présentes dans Bryce Canyon.
Il y a environ 270 millions d'années, durant le Permien, la région de Zion était un bassin sédimentaire relativement plat dans une mer située à proximité du bord occidental d'un supercontinent dénommé Pangée. Les montagnes environnantes apportaient par érosion des sédiments qui se déposaient dans le bassin. Avec le temps, ces sédiments se sont transformés en roches appartenant à la formation de Toroweap visible dans le Grand Canyon. Cette formation n'est pas visible dans le parc de Zion mais constitue le socle rocheux sur lequel les formations de Zion reposent.

## Dépôts de sédiments

### Calcaire de Kaibab
À la fin du Permien, le bassin de Toroweap était recouvert par le vaste océan chaud de Panthalassa et, plus particulièrement, par la mer Kaibab. À cette époque, l'Utah et le Wyoming étaient proches de l'équateur du côté occidental de la Pangée.

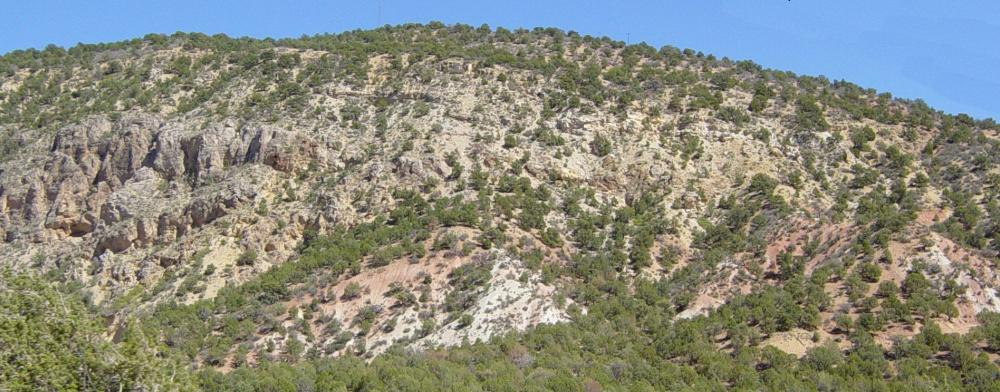
Hurricane Cliffs et formation de Kaibab.

Il y a environ 260 millions d'années, les roches calcaires jaune-gris et riches en fossiles commencent à se former dans une mer sous un climat tropical. En cette période, des éponges de mer, comme la Actinocoelia meandrina, proliféraient. Elles se faisaient ensuite recouvrir par des sédiments. La silice, qui compose leur intérieur, se dissout avant de se recristalliser en formant des couches colorées et claires de silex. Dans le parc, cette formation est visible au niveau des collines Hurricane Cliffs, près des canyons de Kolob mais aussi le long de la voie Interstate 15 à proximité du parc. 
Plus à l'ouest, un complexe d'îles en arc se forme au-dessus d'une zone de subduction. Plus à l'est, ce qui est à l'origine de l'ouest du Colorado actuel, se trouve un massif montagneux similaire au massif himalayen actuel et dénommé « montagnes Uncompahgre » borde la zone. Les recoupements entre la formation de Kaibab et le grès dénommé White Rim Sandstone, que l'on trouve à l'est dans le parc national de Capitol Reef, laissent à penser que le faciès marin de Kaibab s'est par moments déplacé plus à l'est à la suite d'une élévation du niveau de la mer ou à la suite d'une transgression. Lorsque la mer s'est retirée, la roche calcaire du fond marin est exposée à l'érosion, ce qui explique une topographie karstique allant jusque 30 mètres de profondeur.

### Formation de Moenkopi

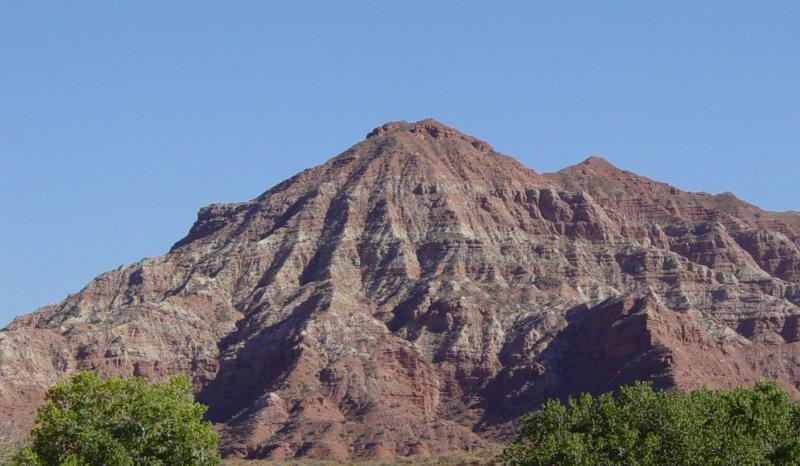
Formation de Moenkopi

Des volcans entrent en éruption au début du Trias à l'ouest de la zone (la région frontalière entre la Californie et le Nevada est ce qui reste de cette zone). Il y a environ 230 millions d'années, la zone de Zion est occupée par un milieu marin peu profond et par des estuaires fluviaux à la suite du retrait océanique qui prévalait jusque-là. Des dépôts de gypse, d'argile, de boues et de sables se constituent durant cette période. Cette couche sédimentaire, qui peut atteindre environ 550 mètres d'épaisseur, porte le nom de Formation de Moenkopi. Les fossiles d'animaux et de plantes trouvés dans cette couche rocheuse indiquent que la région subissait un climat tropical chaud et humide avec probablement des moussons.
La base de la formation, dénommée Red Canyon Conglomerate, s'est enfoncée par endroits dans des fosses trouées naturellement dans les roches calcaires sous-jacentes de Kaibab. Certaines de ces fosses peuvent atteindre jusqu'à 60 mètres de profondeur,. Le milieu était en fait situé à la limite du niveau de la mer et de la terre. Par moments, il était sous-marin lorsque le niveau de la mer augmentait et était inversement en dehors de l'eau en cas de baisse de niveau des mers. Cette succession d'épisodes marins/terrestres se retrouve dans les sous-couches (dénommées membres) de la formation. Au niveau de Zion, ces membres sont dénommés Timpoweap, Virgin limestone et Shnabkaib.
Ces couches rocheuses colorées de rouge, brun et rose sont visibles dans les canyons de Kolob et sur les bords de la Utah State Route 9 entre Rockville et Virgin. Le sommet de la formation se trouve sur cette route dans le parc, à la sortie du Parunweap Canyon.

### Formation de Chinle
Par la suite, à la fin du Trias, la zone fut soulevée par le mouvement des plaques tectoniques et la formation de Moenkopi fut exposée à l'érosion. La zone devint alors une sorte de grand bassin intérieur alimenté en eau et en sédiments par des rivières en provenance du nord et du nord-ouest. Ces sédiments couplés à des cendres volcaniques constituent la formation de Chinle. La zone de contact irrégulière entre la formation sous-jacente de Moenkopi et celle de Chinle est visible entre Rockville et Grafton.

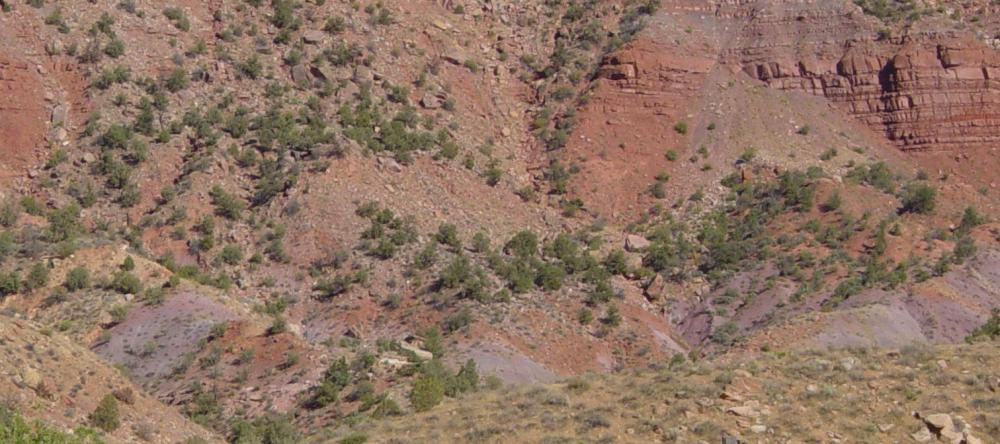
Formation de Chinle

Les géologues ont mis en évidence dans la roche de cette formation du bois pétrifié et des fossiles d'animaux adaptés à un environnement marécageux. On y a retrouvé ainsi des phytosaures, des dipneustes et des bivalves lacustres. Les plantes sont représentées par des conifères, des Cycadophytes, des fougères et des prêles. Les roches sont également composées de minéraux contenant de l'uranium. Elles ont des colorations pourpre, rose, bleue, blanche, jaune, grise et rouge et contiennent aussi du gypse, du calcaire, du grès et du quartz. La coloration provient des oxydes de fer et de manganèse et de sulfure de cuivre.
Le sable, les graviers et les arbres qui forment les dépôts sédimentaires ont, ensuite, été cimentés par la présence de silice en solution en provenance des volcans situés plus à l'ouest.
Le membre de la formation, qui est constitué de bois pétrifié, est visible dans le parc national de Zion mais surtout dans le parc national de la forêt pétrifiée.

### Formations de Moenave et de Kayenta
Au début du Jurassique, un soulèvement de la zone ne lui a plus permis d'être dans un lieu de sédimentation pendant environ 10 millions d'années. Ensuite, la sédimentation a repris son cours pour former la formation de Moenave. Cette formation est créée par des incursions périodiques de la mer à partir du nord mais également par des sédiments en provenance de rivières, de lacs et de plaines,. 

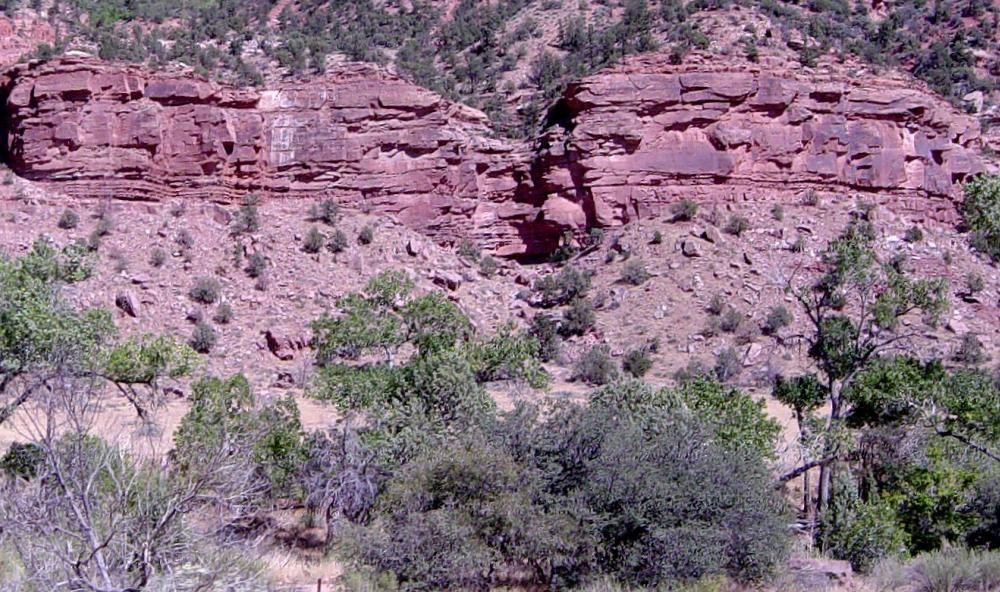
Formation de Moenave.

Le plus vieux membre de cette formation (Dinosaur Canyon Member) a une coloration rougeâtre et peut atteindre une épaisseur de 40 à 110 mètres. Il est composé de couches fines d'argiles, de mudstone et de grès,.
Le second membre de la formation, de couleur brun-rougeâtre pâle, a une épaisseur de 20 à 45 mètres. Les sédiments se sont déposés dans de bien plus grands cours d'eau ou lacs que dans le précédent membre. On y a découvert des fossiles de poissons d'eau douce semblables à des esturgeons.
Le troisième membre, dénommé Whitmore Point, est peu épais. Il est constitué de mudstone et d'argile. Le bas des collines rouges visibles à partir du Zion Human History Museum appartient à ce membre.

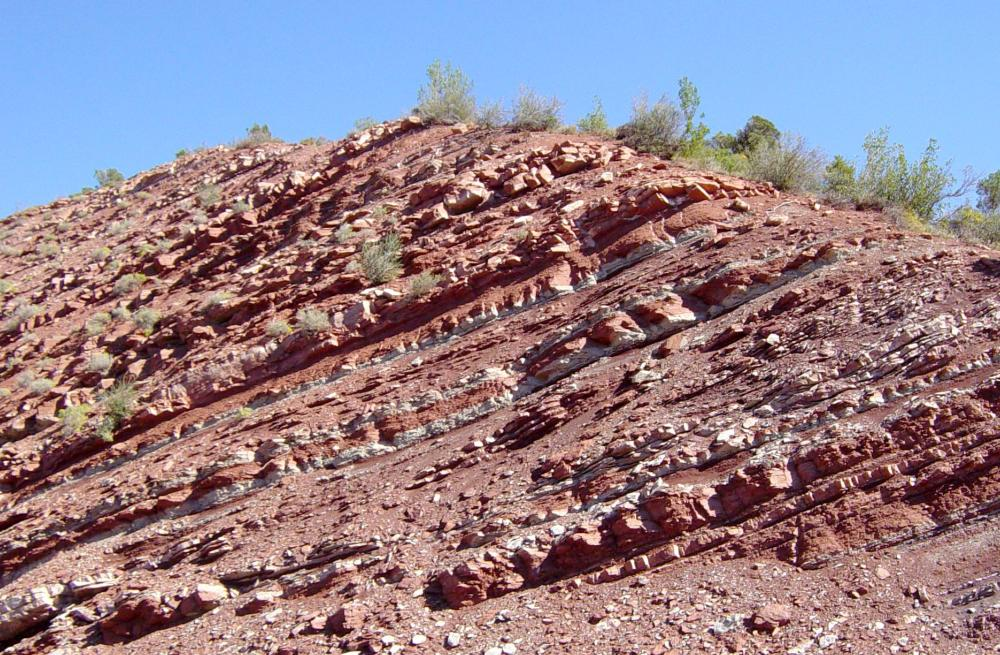
Formation de Kayenta.

Avec une épaisseur variant entre 60 et 180 mètres, la formation de Kayenta est composée de sables et d'argiles déposés au début du Jurassique. L'environnement à l'époque peut se décrire par une succession de périodes semi-arides et tropicales. Les rivières de la zone coulent en général dans en direction de l'ouest ou du sud-ouest. Des dinosaures de type sauropodes ont été découverts dans ces roches. À cette époque, les montagnes en Californie et dans le Nevada se formaient alors que la zone se déplaçait davantage vers le nord en s'éloignant de la zone équatoriale. Ces montagnes constituaient un mur qui captait une grande partie des précipitations et qui rendaient la zone plus aride et désertique. La coloration de la roche, rouge et mauve, est visible dans le parc national de Zion.

### Formation de Navajo

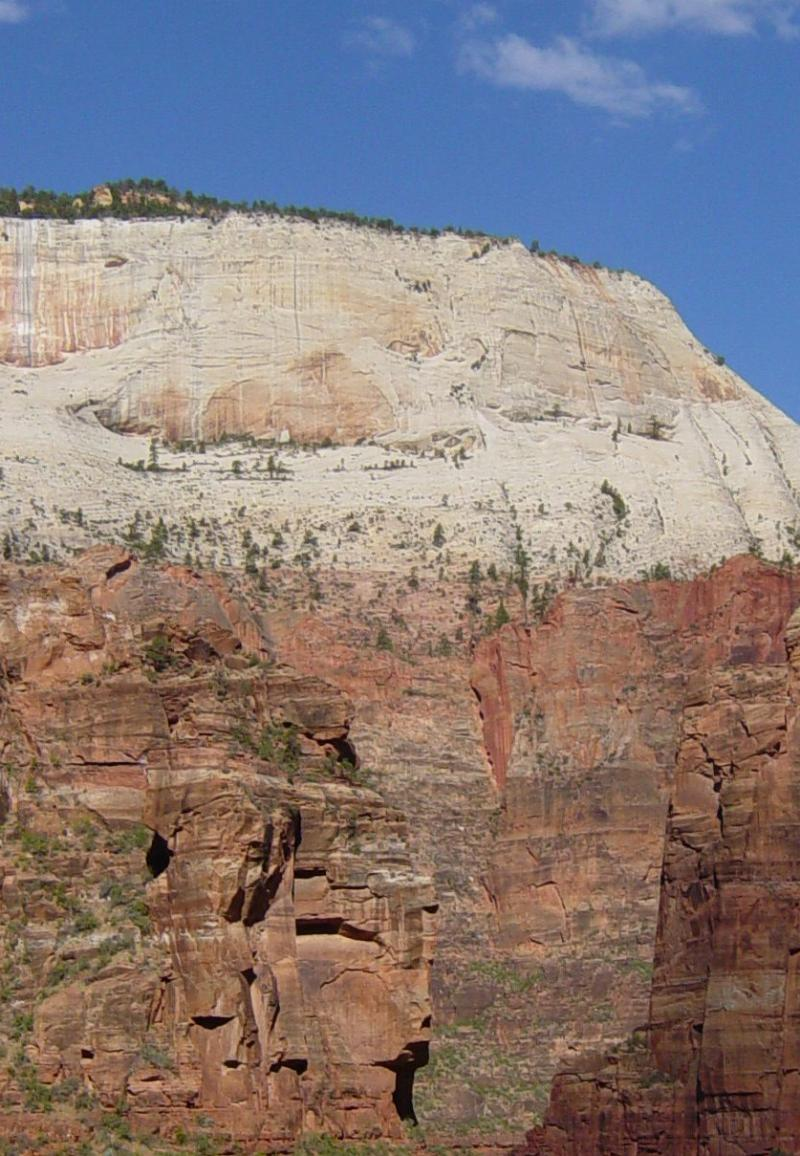
Formation de Navajo.

Vers le milieu du Jurassique, il y a entre 190 et 136 millions d'années, s'est formée la formation de Navajo. Le climat devient de plus en plus aride dans la région pour être finalement désertique sur près de 388 000 km2. Des dunes se forment alors dans la région du canyon de Zion il y a environ 175 millions d'années, et ce durant environ 10 millions d'années. L'épaisseur du sable atteint près de 670 mètres de haut au niveau du Temple of Sinawava,
Ce sable est constitué à 98 % de grains translucides de quartz. Il provient des zones côtières situées plus au sud-ouest au niveau du Nevada. Ce sable s'est transformé, au fil du temps, en grès presque blanc pâle ou rouge. Ce grès est également composé de carbonate de calcium, ce qui le rend poreux et peu résistant pour du grès. La plus grande nappe aquifère de la région est située dans le grès de Navajo. Il s'agit de la plus grande formation présente dans le parc national de Zion.

### Formations de Temple Cap et de Carmel

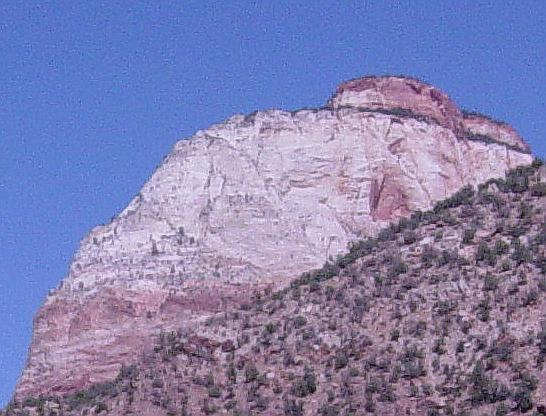
Formation de Temple Cap reposant au-dessus du grès de Navajo.

Les couches rocheuses de l'Utah et de l'ouest du Colorado furent déformées durant le milieu du Jurassique à la suite des déplacements des plaques tectoniques lors de l'Orogénèse Sevier. Pendant cette période, une mer est apparue dans la zone en provenance du nord. Cette mer coupera du nord vers le sud tout le continent nord-américain. Des oxydes de fer étaient en même temps déversés dans la mer par des cours d'eau. Les sédiments déposés à cette époque forment le membre de Sinawava, qui appartient à la formation de Temple Cap. Le sable peu résistant de la formation de Navajo fut en partie détruit par les cours d'eau. Des conditions désertiques réapparurent un moment en formant le membre de White Throne avant une nouvelle montée des eaux. Cette formation de Temple Cap se termine par de fines couches d'argiles. La formation est particulièrement visible au niveau de West Temple dans le parc national de Zion. Les précipitations dissolvent une partie des oxydes de fer des roches, ce qui donne cet aspect rouge des collines du lieu. 

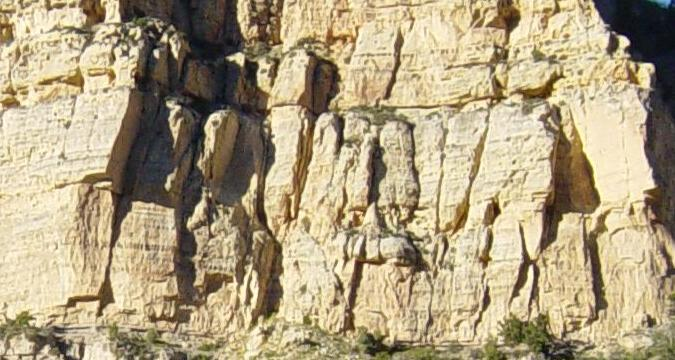
Formation de Carmel Formation.

Ensuite, une mer intérieure chaude recouvrit la région il y a environ 150 millions d'années en terminant le travail d'étalement des dunes de la région. De la boue calcaire comprenant un peu de sable et des fossiles se déposa au fond de cette mer pour donner naissance à la très compacte et résistante formation de Carmel, épaisse de 70 à 100 mètres environ.
Le milieu marin de l'époque est constitué de crinoïdes, de lamellibranches et de gastéropodes. Il existe alors toujours des conditions désertiques en bordure de mer, ce qui donna la création des membres de la Crystal Creek et de la Paria River. La formation de Carmel est nettement visible au niveau de la Horse Ranch Mountain, à l'est du parc,.

### Grès du Dakota

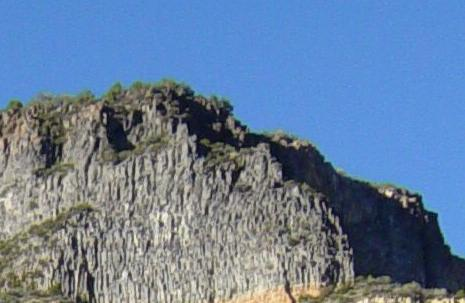
Grès du Dakota (Dakota Sandstone)

Les montagnes continuent de se former à l'ouest durant l'orogénèse Sevier au Crétacé alors que le bassin marin allant du nord au sud de l'Amérique du nord s'étend de plus en plus. Cette mer s'avance puis recule au fil du temps. Au maximum de sa taille, elle relie le golfe du Mexique à l'océan Arctique pour former une sorte d'énorme chenal dénommé Western Interior Seaway. Le bord occidental de cette mer se situe dans la région de Cedar City alors que son bord oriental est au niveau du Nebraska et du Kansas.
Durant cette période, la mer reçoit de nombreux sédiments en provenance des cours d'eau qui amènent les eaux des terres. Ces sédiments, riches en fossiles, sont constitués en grande partie de sables et de dépôts marins,. Quelques traces de ces dépôts sont visibles au sommet de la Horse Ranch Mountain. Il s'agit de la plus jeune formation géologique présente dans le parc national de Zion. Elle est par contre la plus vieille formation géologique présente au nord-est du parc national de Bryce Canyon.

## Tectonique et érosion

### Forces locales
La région est soumise à la compression de subduction à la fin du Mésozoïque et au début du Tertiaire, ce qui a pour effet de déformer les strates de roches déposées précédemment. Ces déformations, durant l'orogenèse Sevier, sont visibles dans la zone de Taylor Creek dans la portion de Kolob dans le parc. On y voit la déformation par compression de la formation de Moenave. 
Ces forces gigantesques causées par le mouvement des plaques tectoniques sont à l'origine de la création des failles géologiques de Sevier et Hurricane. La faille Hurricane s'étend sur environ 250 kilomètres du sud au nord entre le Grand Canyon et Cedar City. 
De nouvelles élévations du plateau du Colorado se sont déroulées ensuite il y a environ 13 millions d'années et ont ainsi créé le plateau de Markagunt. Ces déplacements ont influencé le cours de plusieurs rivières, comme par exemple, l'ancêtre de la rivière Virgin, les ruisseaux Taylor Creek et La Verkin creek. Les rivières coupent aujourd'hui le plateau de Markagunt et continuent à l'éroder notamment lors de fortes précipitations.

### Volcanisme
Durant l'Oligocène et le début du Miocène, l'ouest de la région a été soumis au volcanisme avec le dépôt de centaines de mètres de cendres volcaniques andésitiques. Ces cendres ont, depuis lors, été complètement évacuées par érosion. Des traces de cette période subsistent toutefois au sommet du Brainhead Peak. Le laccolite de Pine Valley s'est formé il y a environ 21 millions d'années. Ce laccolite, en forme de champignon, est l'un des plus grands du genre au monde. 

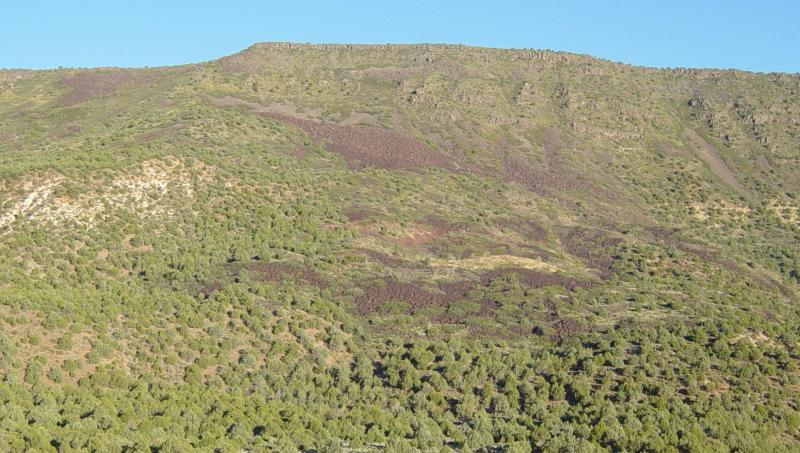
Coulée basaltique sur les Hurricane Cliffs.

Par la suite, des coulées de laves basaltiques se sont produites il y a 1,4 million d'années à 25 000 ans, durant le Pléistocène. La lave pouvait se faufiler plus facilement à la surface de la terre grâce à la faiblesse de la croûte terrestre le long de la faille Hurricane. Les vestiges de ces coulées sont visibles dans le parc de Zion à proximité de l'Interstate 15 au niveau Lava Point (coulées anciennes) et de Cave Valley (coulées plus récentes). Quelques cônes volcaniques se trouvent au sud-ouest du parc. 
Certaines coulées de laves bouchèrent les cours des rivières en créant de petits lacs éphémères. Il y a environ 100 000 ans, la lave basaltique issue du cône du volcan de Crater Hill, le plus grand cratère du parc, s'écoula sur toute la zone. La lave s'est écoulée vers le sud dans l'ancienne vallée de la rivière Virgin et s'est accumulée sur une épaisseur d'environ 120 mètres. Le lieu accueille désormais la ville fantôme de Grafton. Cela eut également pour effet la création des lacs Coalpits et Grafton. Le lac Grafton était le plus grand des 14 lacs qui se sont formés au fil du temps dans le parc. Des coulées plus récentes se sont produites au nord du parc de Zion et à l'est du Cedar Breaks National Monument, il y a environ 10 000 ans.

### Érosion et formation des canyons

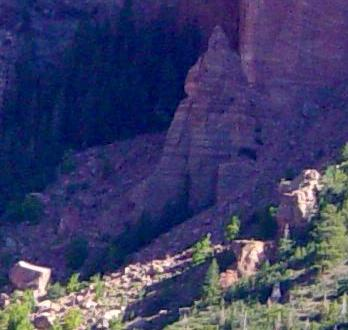
Éboulis dans les canyons de Kolob.

Les précipitations ont continué à s'abattre sur la région et l'érosion des roches a, petit à petit, formé les canyons présents dans le parc. L'eau s'engouffre aux endroits où la roche est la plus tendre, ce qui dépend des formations géologiques et du type de roches que les formations abritent. Au départ, les roches basaltiques des volcans s'accumulaient au fond des vallées en s'écoulant. Par la suite, elles furent recouvertes par des sédiments arrachés à plus haute altitude. Cela donne lieu à une inversion des couches géologiques, car la lave plus récente est recouverte par de la roche plus ancienne.
La rivière Virgin a creusé sur près de 400 mètres les couches de roches durant un million d'années. Il y a un million d'années, le canyon de Zion était deux fois moins profond qu'au XXIe siècle. Le processus devrait continuer jusqu'à ce que le canyon atteigne le niveau de la mer.

### Tremblements de terre et glissements de terrain

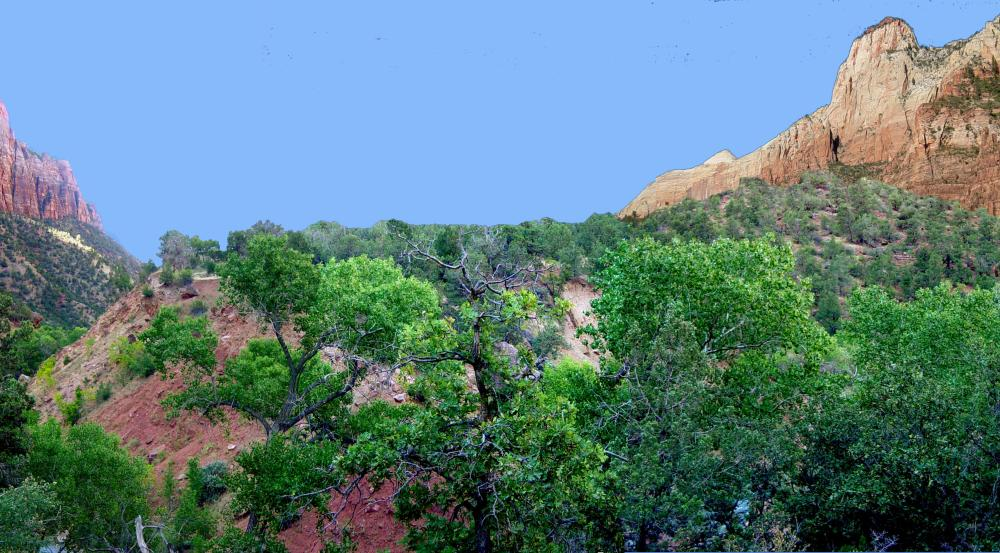
Glissement de terrain Sentinel Slide dans le parc.

Les glissements de terrain ont régulièrement entravé le tracé de la rivière Virgin en créant des lacs provisoires. Il y a 7 000 ans, un pente de roches de la formation de Navajo s'est brisée en bloquant le canyon de Zion, créant ainsi le lac Sentinel. De ce fait, le lieu où se situe aujourd'hui le Zion Lodge était sous 60 mètres d'eau il y a environ 700 ans. Des glissements de terrain ont également entravé momentanément la rivière en 1923, 1941 et 1995. 
La zone connaît régulièrement des tremblements de terre de faibles ou de moyennes intensités. Ceux-ci peuvent être à l'origine de glissements de terrain. Le 2 septembre 1992, un tremblement de terre de 5,8 sur l'échelle de Richter a causé, près de la localité de Springdale, le déplacement de 14 millions de m3 de roches appartenant en grande partie à la formation géologique de Moenave.